# Gilberto Gerónimo Yearwood
Gilberto Gerónimo Yearwood (15 de març de 1956) és un exfutbolista hondureny.
És considerat per molts especialistes un dels millors jugadors hondurenys de la història. Va jugar com a centrecampista defensiu o defensa central a diversos clubs hondurenys i espanyols com Real C.D. España, Elx CF, Reial Valladolid, CD Tenerife, Celta de Vigo, CD Olimpia, Motagua i Marathón.
Marcà 20 gols a la lliga hondurenya, 10 amb el Real España, 6 amb el Motagua i 4 pel Olimpia.
També fou internacional amb la selecció d'Hondures, amb la qual disputà la Copa del Món de 1982.
Continuà la seva carrera com a entrenador a diversos clubs i seleccions centre-americans.